# Роголо
Ро́голо (итал. Rogolo) — коммуна в Италии, в провинции Сондрио области Ломбардия.
Население составляет 501 человек (2008 г.), плотность населения составляет 39 чел./км². Занимает площадь 13 км². Почтовый индекс — 23010. Телефонный код — 0342.
Покровителем населённого пункта считается святой Авундий.

## Демография
Динамика населения:

## Администрация коммуны
- Официальный сайт: http://www.comune.rogolo.so.it/